# Marie Karłowska
Marie Karłowska (Karłowo, 4 septembre 1865 - Pniewite, 24 mars 1935) est une religieuse polonaise fondatrice des sœurs du Bon Pasteur de la Divine Providence et reconnue bienheureuse de l'Église catholique.
Elle est fêtée le 24 mars.

## Biographie
Elle naît en 1865 à Karłowo, près de Kcynia (à l'époque dans la province de Prusse). En 1870, sa famille déménage à Poznań où elle passe son enfance et sa jeunesse ; elle visite et aide les familles pauvres des quartiers les plus défavorisés de la ville. En 1882, avec l'accord de son directeur spirituel, elle prononce un vœu privé de virginité ; la même année, ses parents décèdent en l'espace de deux mois. Orpheline, elle devient apprentie couturière à Berlin puis travaille dans l'atelier de couture dirigé par sa sœur aînée et continue ses visites aux malades et aux pauvres.
C'est lors d'une de ces visites de charité en novembre 1892, qu'elle rencontre par hasard, Franke, une prostituée. Marie comprend toute la détresse de la prostitution. Les portes des immeubles, la rue, la prison, le service des femmes atteintes d'infection sexuellement transmissible (appelée maladie vénérienne à son époque) de l'hôpital de Poznań deviennent les premiers lieux de son apostolat. Malheureusement, elle n'a pas de logement décent et de moyens financiers, conditions nécessaires pour les sortir de la misère.
Alors qu'elle prie dans une église, la comtesse Potulicka lui propose de l'aider financièrement, elle achète un domaine de plus de 4 hectares dans le village de Winiary à environ 3 kilomètres de Poznań. Après la rénovation des bâtiments, Marie Karłowska et 17 filles entrent dans leur nouvelle demeure le 16 juillet 1895. Le même jour, Marie cesse son travail pour se consacrer entièrement à son œuvre. Le 29 septembre suivant, l'archevêque de Poznań, Florian Stablewski, bénit la maison et la chapelle.
Bientôt, elle est rejointe par des jeunes filles désirant s'associer à son apostolat ; pour mener à bien sa mission, Marie fonde une congrégation religieuse le 8 septembre 1896. En 1902, Marie et les premières sœurs prononcent leurs vœux religieux en ajoutant comme quatrième vœu celui de se vouer à l'aide des prostituées, elle est supérieure générale, poste qu'elle garde jusqu'à sa mort. La nouvelle congrégation reçoit l'approbation diocésaine en 1909. En 1920, les sœurs s'occupent des femmes ayant des maladies vénériennes de l'hôpital de la ville de Toruń, puis de Lodz. Elles possèdent aussi une usine de biscuits et des fermes modèles à Pniewit et à Topolno, où les patientes après avoir quitté l'hôpital peuvent poursuivre leur réadaptation sociale. Les autorités polonaises la décorent en 1928 de la croix du Mérite pour son œuvre. Elle meurt le 24 mars 1935.
Le procès de béatification s'ouvre le 17 mars 1965, Jean-Paul II la déclare vénérable le 11 juillet 1995 et la béatifie le 6 juin 1997 à Zakopane lors de sa visite apostolique en Pologne. Les restes de Marie Karłowska reposent dans une châsse à la maison-mère des sœurs de Jabłonowo Pomorskie.
Elle est commémorée le 24 mars selon le Martyrologe romain.